# Karamanica
Karamanica (izvirno srbsko Караманица) je naselje v Srbiji, ki upravno spada pod Občino Bosilegrad; slednja pa je del Pčinjskega upravnega okraja.

## Demografija
V naselju živi 73 polnoletnih prebivalcev, pri čemer je njihova povprečna starost 50,3 let (47,2 pri moških in 52,6 pri ženskah). Naselje ima 36 gospodinjstev, pri čemer je povprečno število članov na gospodinjstvo 2,31.
To naselje je, glede na rezultate popisa iz leta 2002, večinoma srbsko.
|  |

| Demografija | Demografija     | Demografija     |
| Leto        | Št. prebivalcev | Št. prebivalcev |
| ----------- | --------------- | --------------- |
|             |                 |                 |
|             |                 |                 |
|             |                 |                 |
|             |                 |                 |
| 1948        | 429             |                 |
| 1953        | 440             |                 |
| 1961        | 423             |                 |
| 1971        | 321             |                 |
| 1981        | 188             |                 |
| 1991        | 98              | 98              |
| 2002        | 86              | 83              |
|             |                 |                 |

| Etnična sestava po popisu iz leta 2002 | Etnična sestava po popisu iz leta 2002 | Etnična sestava po popisu iz leta 2002 | Etnična sestava po popisu iz leta 2002 | Etnična sestava po popisu iz leta 2002 |
| -------------------------------------- | -------------------------------------- | -------------------------------------- | -------------------------------------- | -------------------------------------- |
| Srbi                                   | Srbi                                   |                                        | 61                                     | 73,49%                                 |
| Bolgari                                | Bolgari                                |                                        | 20                                     | 24,09%                                 |
| Makedonci                              | Makedonci                              |                                        | 1                                      | 1,20%                                  |
| Neznano                                | Neznano                                |                                        | 0                                      | 0,0%                                   |